# Орчерд-стріт
Орчерд-стріт (англ. Orchard Street) — вулиця на Мангеттені, яка охоплює вісім міських кварталів між Дівіжн-стріт у Чайна-тауні та Іст-Х'юстон-стріт у Нижньому Іст-Сайді. По цій вулиці з одностороннім рухом рух транспорту йде на північ. Орчард-стріт починається від Дивізіон-стріт на півдні та закінчується на Іст-Х’юстон-стріт на півночі.

## Історія
Фруктовий сад, про який йде мова, належав Джеймсу Делансі, який повернувся до Англії в 1775 році, і його ферму було оголошено конфіскацією.
Орчард-стріт часто вважають центром Нижнього Іст-Сайду, і майже повністю вздовж неї розташовані невисокі багатоповерхові багатоповерхові будинки з цегляним фасадом і пожежними сходами. Спочатку частина Маленької Німеччини, а пізніше єврейський анклав, цей район був домом для іммігрантів із середини 19 століття до наших днів. Минуле вулиці як серцевина досвіду іммігрантів зафіксовано в центральній частині музею Нижнього Іст-Сайду, відреставрованому багатоквартирному будинку 97 на Орчард-стріт.